# Distretto di Punta de Bombón
Il distretto di Punta de Bombón è uno dei sei distretti della provincia di Islay, in Perù. Si trova nella regione di Arequipa e si estende su una superficie di 769,76 chilometri quadrati.

Istituito il 3 gennaio 1879, ha per capitale la città di Punta de Bombón; al censimento 2005 contava 6.746 abitanti.